# Парабола безопасности
Парабола безопасности — огибающая параболических траекторий снарядов, выпущенных из определенной точки с заданной скоростью под разными углами к горизонту в фиксированной вертикальной плоскости. Тот факт, что эта огибающая является параболой, был впервые установлен Торричелли и позже доказан Иоганном Бернулли с использованием методов исчисления бесконечно малых Лейбница.
Параболоид вращения, полученный вращением параболы безопасности вокруг вертикальной оси, является границей зоны безопасности, состоящей из всех точек, в которые не может попасть снаряд, выпущенный из данной точки с заданной скоростью.

## Уравнение
В плоскости, оснащённой системой координат {\displaystyle Oxy}, ось {\displaystyle Ox} которой горизонтальна, а ось {\displaystyle Oy} направлена вертикально вверх, парабола безопасности может быть представлена уравнением
{\displaystyle y={\frac {u^{2}}{2g}}-{\frac {gx^{2}}{2u^{2}}},}
где {\displaystyle u} — начальная скорость снаряда, а {\displaystyle g} — ускорение силы тяжести.

## Свойства
- Фокусом параболы безопасности является его начальное положение.
- Максимальная высота подъёма составляет

{\displaystyle H={\frac {u^{2}}{2g}}}
- Максимальное удаление снаряда от его начального положения по горизонтали составляет

{\displaystyle R={\frac {u^{2}}{g}}.}